# Mitsunari Musaka
Mitsunari Musaka (六平 光成, Musaka Mitsunari) est un footballeur japonais né le 16 janvier 1991 à Nishitōkyō. Il évolue au poste de milieu de terrain.

## Biographie
Il est vice-champion de J-League 2 en 2016 avec le Shimizu S-Pulse.

## Palmarès
- Vice-champion du Japon de D2 en 2016 avec le Shimizu S-Pulse